# 埃斯皮耶伊
埃斯皮耶伊（法語：Espieilh，法語發音：[ɛspjɛj]）是法国上比利牛斯省的一个市镇，属于巴涅尔德比戈尔区。

## 地理
埃斯皮耶伊（43°4'34"N, 0°14'35"E）面积2.12 平方千米，位于法国奧克西塔尼大區上比利牛斯省，该省份为法国西南部内陆省份，北至热尔省，西接大西洋比利牛斯省，南与西班牙接壤，东临上加龙省。
与埃斯皮耶伊接壤的市镇（或旧市镇、城区）包括：比戈尔堡、贝特。

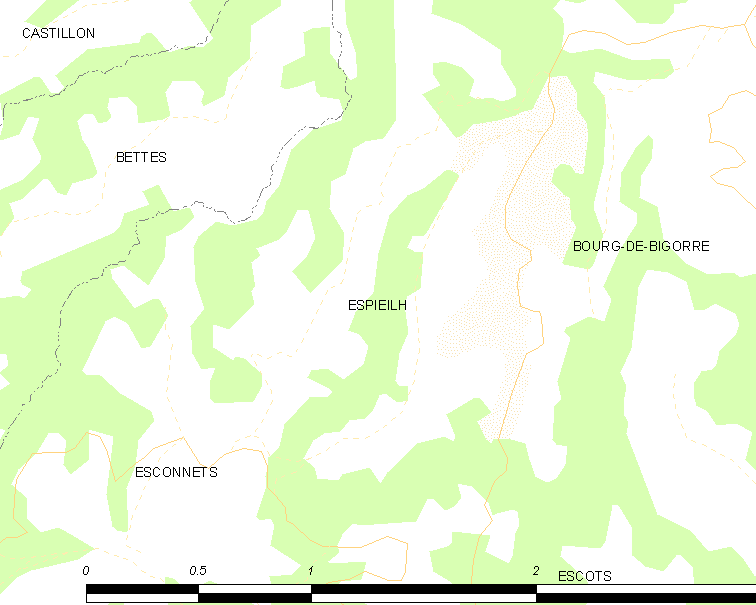
埃斯皮耶伊的OSM定位图

埃斯皮耶伊的时区为UTC+01:00、UTC+02:00（夏令时）。

## 行政
埃斯皮耶伊的邮政编码为65130，INSEE市镇编码为65167。

## 政治
埃斯皮耶伊所属的省级选区为阿罗斯河与巴伊斯河谷县。

## 人口

1962-2008年间埃斯皮耶伊人口变化图示

埃斯皮耶伊于2022年1月1日时的人口数量为25人。